# Sol-fa
Sol-fa (ソルファ, Sorufa) je drugi studijski album japanskog rock sastava Asian Kung-Fu Generation, objavljen 20. listopada 2004. Album se nalazio 2 tjedna na vrhu Oriconove ljestvice, te je prodan u više od 600,000 primjeraka.  Uspjeh albuma može se pripisati i tome što su pjesme Rewrite i Haruka kanata bile uvodne pjesme manga serija Fullmetal Alchemist i Naruta. Ovim albumom, AKFG su postali poznati i izvan Japana, album se našao na trećem mjestu svjetske ljestvice, a pjesma Rewrite proglašena je za najbolju anima pjesmu na American Anime Awardsu.

## Popis pjesama
Sve pjesme s albuma je napisao Masafumi Goto, osim pjesama Siren i Re:Re: koje su napisali Masafumi Goto i Takahiro Yamada. 
1. Shindo-Kaku (振動覚, Shindōkaku) – 2:27
2. Rewrite (リライト, Riraito) – 3:47
3. Kimi no Machi Made (君の街まで, Kimi No Machi Made) – 3:36
4. My World (マイ・ワールド, Mai wārudo) – 4:03
5. Yoru no Mukou (夜の向こう, Yoru no mukō) – 3:12
6. Last Scene (ラストシーン, Rasutoshīn) – 4:01
7. Siren (サイレン, Sairen) – 5:28
8. Re:Re: – 3:48
9. 24ji (24時, Nijūyoji) – 3:31
10. Mayonaka To Mahiru No Yume (真夜中と真昼の夢, "Mayonaka To Mahiru No Yume") – 4:21
11. Kaigan Dori ("海岸通り, Kaigan dōri) – 4:40
12. Loop & Loop (ループ&ループ, Rūpu & rūpu) – 3:45

#### Bonus DVD
1. Haruka Kanata (uživo)
2. Shindo-Kaku (uživo)

## Produkcija
- Masafumi Gotō - vokal, gitara, tekst
- Takahiro Yamada - bas, prateći vokali
- Kensuke Kita- gitara, prateći vokali
- Kiyoshi Ijichi - bubnjevi
- Asian Kung-Fu Generation - producent

## Pozicije na ljestvicama

### Album
| Godina | Ljestvica          | Najviša pozicija |
| ------ | ------------------ | ---------------- |
| 2004.  | Oricon             | 1                |
| 2004.  | Svjetska ljestvica | 3                |

### Singlovi
| Godina | Singl                | Najviša pozicija |
| Godina | Singl                | Oricon           |
| ------ | -------------------- | ---------------- |
| 2004.  | "Siren"              | 2                |
| 2004.  | "Loop & Loop"        | 8                |
| 2004.  | "Rewrite"            | 4                |
| 2004.  | "Kimi no Machi Made" | 3                |

## Vanjske poveznice
- Sol-fa na MusicBrainz
- Sol-fa na Last.fm